# Flughafen Chabarowsk

i7
i11
i13
Der Flughafen Chabarowsk-Nowy (russisch Аэропорт Хабаровск-Новый, IATA-Code: KHV, ICAO-Code: UHHH) ist der internationale Flughafen der Stadt Chabarowsk in der Region Chabarowsk (Russland).
Er war Drehkreuz der in Konkurs gegangenen Airlines Dalavia und Vladivostok Avia.

## Geschichte
Der Flughafen wurde 1953 an der heutigen Stelle eröffnet. Ein Jahr später wurde das Passagierterminal eröffnet. 1970 fand der erste internationale Charterflug von Chabarowsk aus statt. 2005 kaufte die Allianz-Prom (Allianz Gruppe) 100 % der Aktien.

## Zwischenfälle
- Am 16. Mai 1947 wurde eine Douglas DC-3/C-47A-1-DK der sowjetischen Aeroflot (Luftfahrzeugkennzeichen CCCP-L1048) bei Anflugbedingungen unter den vorgeschriebenen Wetterminima am Flughafen Chabarowsk gegen den Turm einer Rundfunkstation geflogen und stürzte ab. Durch diesen CFIT (Controlled flight into terrain) wurden alle 22 Insassen getötet, fünf Besatzungsmitglieder und 17 Passagiere.[2]